# Ashab al-Kahf
Ashab al-Kahf (arabe: اصحاب الکهف , lit.  « Les gens de la grotte ») est un groupe militant chiite irakien qui a été décrit comme une formation mandataire de l'Iran. Le groupe est apparu pour la première fois en août 2019, mais son activité a augmenté à la suite de l'assassinat américain de Qassem Soleimani. Il a attaqué des cibles associées aux États-Unis en utilisant des roquettes et des engins explosifs improvisés. Le groupe nie entretenir des relations avec d'autres groupes paramilitaires chiites soutenus par l'Iran, tels que Kataeb Hezbollah et Asaib Ahl al-Haq.

## Histoire
Le groupe a annoncé son existence sur Twitter en août 2019 à la suite de plusieurs frappes aériennes israéliennes présumées contre des groupes militants chiites en Irak. Cependant, certaines spéculations suggèrent que le groupe pourrait être actif depuis 2017 mais s'est abstenu de lancer des attaques contre les forces américaines en raison de son rôle dans les efforts militaires contre Daech. Après son annonce, le groupe a menacé de représailles contre de futures attaques, déclarant que « les Américains et les Israéliens devraient savoir que les attentats à la bombe entraîneront des attentats à la bombe, des assassinats pour assassinats et des enlèvements pour enlèvements ».
En mai 2020, le groupe a critiqué les dirigeants d'autres groupes paramilitaires chiites soutenus par l'Iran via sa chaîne Telegram, affirmant que certains étaient des « traîtres » défendant secrètement les intérêts des États-Unis et d'Israël, tandis que d'autres étaient moralement corrompus. Le groupe a déclaré que Qasem Soleimani et Abu Mahdi al-Muhandis avaient été « poignardés dans le dos » par ces groupes. Il a ajouté que la coopération avec l'administration du Premier ministre irakien Moustapha Al-Kadhimi était impossible car il est un "agent de la CIA".
Le 11 août 2020, Ashab al-Kahf a affirmé avoir bombardé un convoi logistique américain près de la frontière irakienne avec le Koweït. Le groupe a déclaré avoir détruit « des équipements et des véhicules appartenant à l'ennemi américain » et a diffusé une vidéo de 11 secondes montrant une explosion. L'Irak et le Koweït ont déclaré qu'aucune attaque de ce type n'avait eu lieu.
En novembre 2022, Ashab al-Kahf a revendiqué la responsabilité du meurtre du citoyen américain Stephen Troll, à Bagdad, en Irak, en représailles à l'assassinat de Qassem Soleimani et d'Abou Mahdi al-Mouhandis. Le Département d'État américain a déclaré que l'Américain avait été tué lors d'une tentative d'enlèvement avortée.